# Albertina (kommun)
Albertina är en kommun i Brasilien.   Den ligger i delstaten Minas Gerais, i den sydöstra delen av landet, 700 km söder om huvudstaden Brasília. Antalet invånare är 2 913.
Följande samhällen finns i Albertina:
- Albertina

Omgivningarna runt Albertina är huvudsakligen savann. Runt Albertina är det ganska tätbefolkat, med 65 invånare per kvadratkilometer.